# Linton Johnson
Linton Johnson III (Chicago, Illinois, 13 de junio de 1980) es un jugador profesional de baloncesto que disputó seis temporadas en la NBA.

## Trayectoria deportiva
Tras jugar al baloncesto en la Universidad Tulane (Tulane Green Wave), no fue elegido en el Draft de la NBA de 2003 y firmó un contrato con Chicago Bulls, donde jugaría 41 partidos incluidos 20 de titular. También ha jugado en San Antonio Spurs, New Jersey Nets, New Orleans Hornets, Toronto Raptors y Phoenix Suns. Es conocido por ser un gran defensor, agresivo reboteador e impresionante atleta, pero carece de intensidad ofensiva. 
Tras pasar por el Tau Cerámica de la Liga ACB española, en febrero de 2008 firmó un contrato de 10 días con Phoenix Suns. Tras formar parte de Charlotte Bobcats y Chicago Bulls, en septiembre de 2009 fichó por Orlando Magic.
Es sobrino de Mickey Johnson, antiguo jugador de la NBA.

## Estadísticas

### Temporada regular
| Año     | Equipo               | PJ  | PT | MPP  | %TC  | %3P  | %TL   | RPP | APP | ROB | TPP | PPP |
| ------- | -------------------- | --- | -- | ---- | ---- | ---- | ----- | --- | --- | --- | --- | --- |
| 2003–04 | Chicago              | 41  | 20 | 17.9 | .355 | .212 | .595  | 4.5 | .7  | .9  | .8  | 4.2 |
| 2004–05 | San Antonio          | 2   | 0  | 7.5  | .000 | .000 | .000  | 1.5 | .0  | .5  | .0  | .0  |
| 2005–06 | New Jersey           | 9   | 0  | 3.9  | .500 | .000 | .250  | .8  | .2  | .2  | .0  | 1.2 |
| 2005–06 | New Orleans/Ok. City | 27  | 7  | 18.1 | .403 | .361 | .739  | 4.3 | .4  | .4  | .4  | 5.3 |
| 2006–07 | New Orleans/Ok. City | 54  | 0  | 13.3 | .489 | .333 | .811  | 3.0 | .3  | .6  | .3  | 4.2 |
| 2007–08 | Toronto              | 2   | 0  | 5.0  | .400 | .000 | 1.000 | .5  | .5  | .0  | .0  | 3.0 |
| 2007–08 | Phoenix              | 6   | 0  | 8.8  | .500 | .500 | .000  | 2.2 | .5  | .0  | .2  | 2.5 |
| 2008–09 | Charlotte            | 2   | 0  | 6.5  | .000 | .000 | .000  | .0  | .0  | .0  | .0  | .0  |
| 2008–09 | Chicago              | 8   | 0  | 5.3  | .364 | .500 | .000  | 1.0 | .3  | .1  | .0  | 1.1 |
| Total   |                      | 151 | 27 | 14.0 | .416 | .305 | .699  | 3.3 | .4  | .6  | .4  | 3.9 |